# Col du Mont-Lachat
Le col du Mont-Lachat est un petit col de montagne de France situé dans le massif du Mont-Blanc, au-dessus des Houches et de Saint-Gervais-les-Bains. Il forme une légère échancrure dans la ligne de crête à 2 077 mètres d'altitude entre le mont Lachat au nord-ouest à 2 115 mètres d'altitude et l'arête des Rognes au sud-est à 2 685 mètres d'altitude.

## Géographie
Au col passe un sentier de randonnée reliant notamment le col de Voza et les Houches à la baraque forestière des Rognes et au-delà aux refuges de Tête-Rousse et du Goûter. Le tramway du Mont-Blanc transite par le col entre la gare de Bellevue et le terminus du Nid-d'Aigle ; un arrêt existait au niveau des voies d'évitement. Au sud de la voie de chemin de fer se trouvent deux grands paravalanches en gabions forme d'étrave.

## Histoire
Au nord, sur la première pente du mont Lachat, en balcon au-dessus des Houches, se trouvaient les vestiges d'une ancienne soufflerie militaire mise en service en 1937 et désaffectée en 1969 ; les bâtiments sont démolis en 2015.

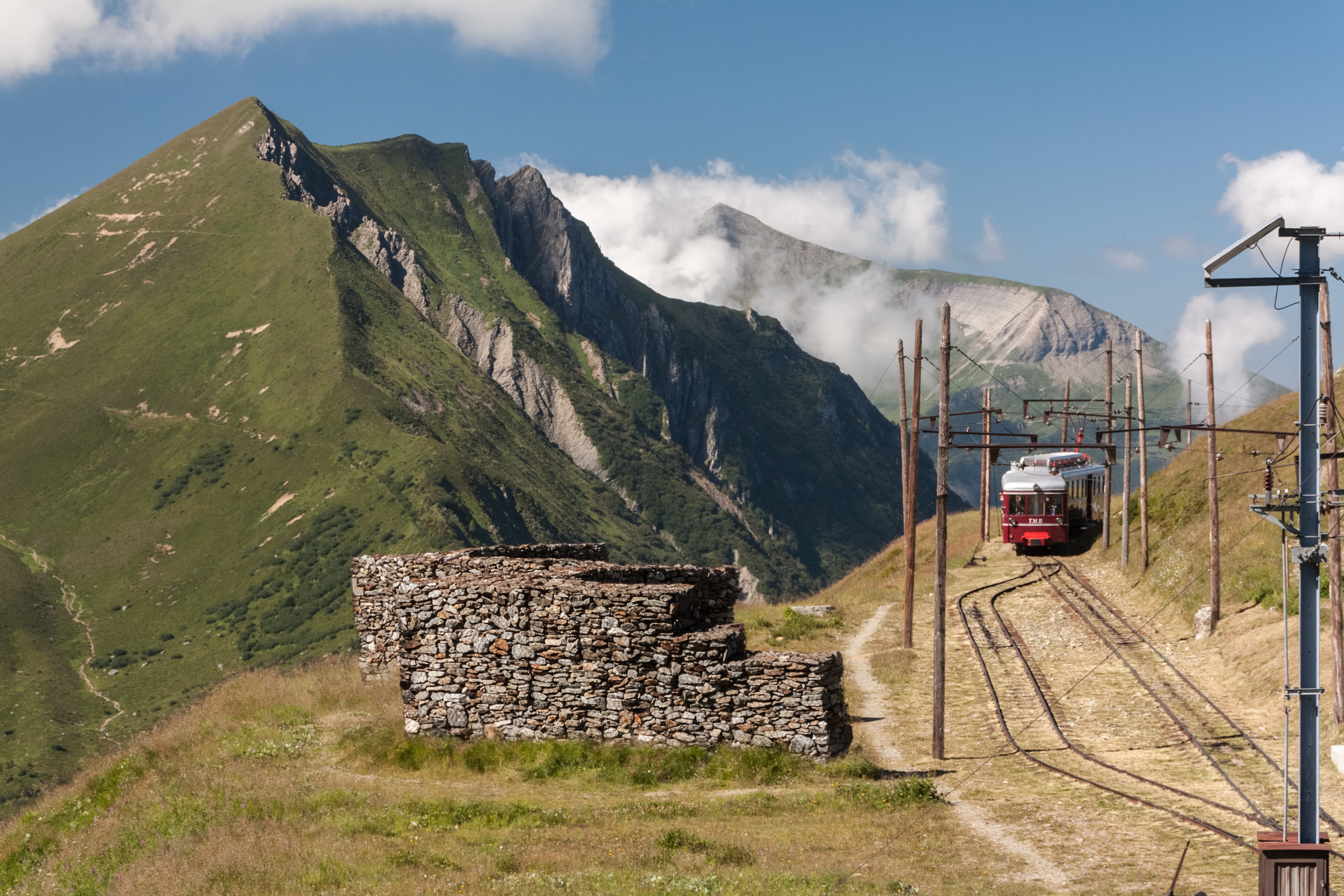
Motrice du tramway du Mont-Blanc au niveau du col du Mont-Lachat avec en arrière-plan le mont Vorassay.